# Zack Ryder
Matthew Brett Cardona (Merrick (New York), 14 mei 1985), beter bekend als Zack Ryder, is een Amerikaans professioneel worstelaar die werkzaam was in de WWE tot 2020.

## Professioneel worstelcarrière
In 2004 debuteerde Cardona in de New York Wrestling Connection (NYWC) als Bret Matthews. Op 5 juni 2005 won hij samen met Bryan Myers het NYWC Tag Team Championship en het duo behield de titel tot 27 augustus 2005. Het duo won op 25 januari 2006 voor de tweede keer het Tag Team Championship en behield de titel voor twee maanden tot 25 maart 2006.

### World Wrestling Entertainment/WWE
Op 24 februari 2006 ondertekende Cardona een opleidingscontract met World Wrestling Entertainment (WWE) en worstelde voor Deep South Wrestling (DSW), een WWE-opleidingscentrum. Cardona kreeg van de WWE met Brett Majors een andere ringnaam en vormde een team met zijn voormalig tag teampartner Bryan Myers, die hernoemd was als Bryan Majors, om het tag team Majors Brothers te vormen. Het paar won in DSW twee keer het DSW Tag Team Championship. Later werd het duo naar Ohio Valley Wrestling (OVW), een nieuwe WWE-opleidingscentrum, en won daar één keer het OVW Southern Tag Team Championship.
In 2007 werd het team verplaatst naar de WWE-rooster, veranderde hun laatste naam "Majors" naar "Major", en worstelde op de ECW-brand. Op 17 juni 2007 werd het duo als achtste door de Supplemental Draft 2007 naar SmackDown!-brand gestuurd. Op 21 december 2007 maakten de Major Brothers bekend dat ze als kennissen waren van Edge en zijn minnaar, SmackDown General Manager Vickie Guerrero. De Major Brothers hernoemde zichzelf tot Curt Hawkins en Zack Ryder (Brian Major naar "Curt Hawkins" en Brett Major naar "Zack Ryder"). Tijdens The Great American Bash op 20 juli 2008 won Ryder met Hawkins voor de eerste keer het WWE Tag Team Championship en behield de titel tot 26 september 2008. Op 15 april 2009 werd Ryder door de Supplemental Draft 2009 naar de ECW-brand werd gestuurd en zijn samenwerking met Hawkins werd beëindigd.
Op 5 mei 2009 keerde Ryder terug op ECW waar hij een segment had met Tiffany en met zijn valet, Rosa Mendes. Wanneer de ECW-brand werd beëindigd, Ryder werd samen met zijn valet Mendes naar Raw-brand gestuurd. Ryder was ook te zien in de tweede seizoen van NXT als mentor van Titus O'Neill.
Op 17 februari 2011 richtte hij zijn eigen YouTube-kanaal op. Hij uploadt elke week een video. Hij noemt zichzelf de WWE Internet Champion, daarvoor heeft hij een riem laten maken. Sinds 2012 zijn de video's te zien op het officiële kanaal van de WWE op YouTube.
Op TLC: Tables, Ladders & Chairs 2011 won hij voor de eerste keer het WWE United States Championship nadat hij Dolph Ziggler versloeg. Tijdens de Raw-aflevering van 16 februari moest Ryder de titel afstaan aan Jack Swagger. Met de hulp van John Cena en zijn eigen inzet werd Zack Ryder steeds populairder binnen de WWE.
Hij ontwierp zijn eigen merchandise lijn en heeft nu een vaste plek in het WWE-roster.
Tijdens Wrestlemania 32 won zack ryder de WWE Intercontinental Championship in een ladder match door Mike Mizanin, Kevin Owens, Nicholas Nemeth, Sami Zayn, Místico en Cody Rhodes te verslaan. De volgende dag tijdens WWE Raw moest Zack Ryder de titel afstaan aan Mike Mizanin
Op 15 april 2020 werd ryder zijn contract bij WWE ontbonden.

## Long island iced-z
Op 17 februari 2011 begon Zack een eigen internetshow op 11 januari 2013 was de 100ste en tevens de laatste aflevering. Ryder werd hierdoor de zelfbenoemde internet champion, Die titel heeft net als in het worstelen ook een riem met een afbeelding van een van Ryders T-shirts erop.

## In worstelen
- Finishers
  - Lifting inverted DDT (2008)
  - Zack Attack (2009-2010)
  - Rough Ryder (2010-heden)
- Signature moves
  - Broski Boot
  - Dropkick
  - Swinging neckbreaker
- Managers
  - Tiffany
  - Rosa Mendes
- Bijnamen
  - "The Long Island Loudmouth"
  - "Long Island Iced-Z"
- Entree thema's

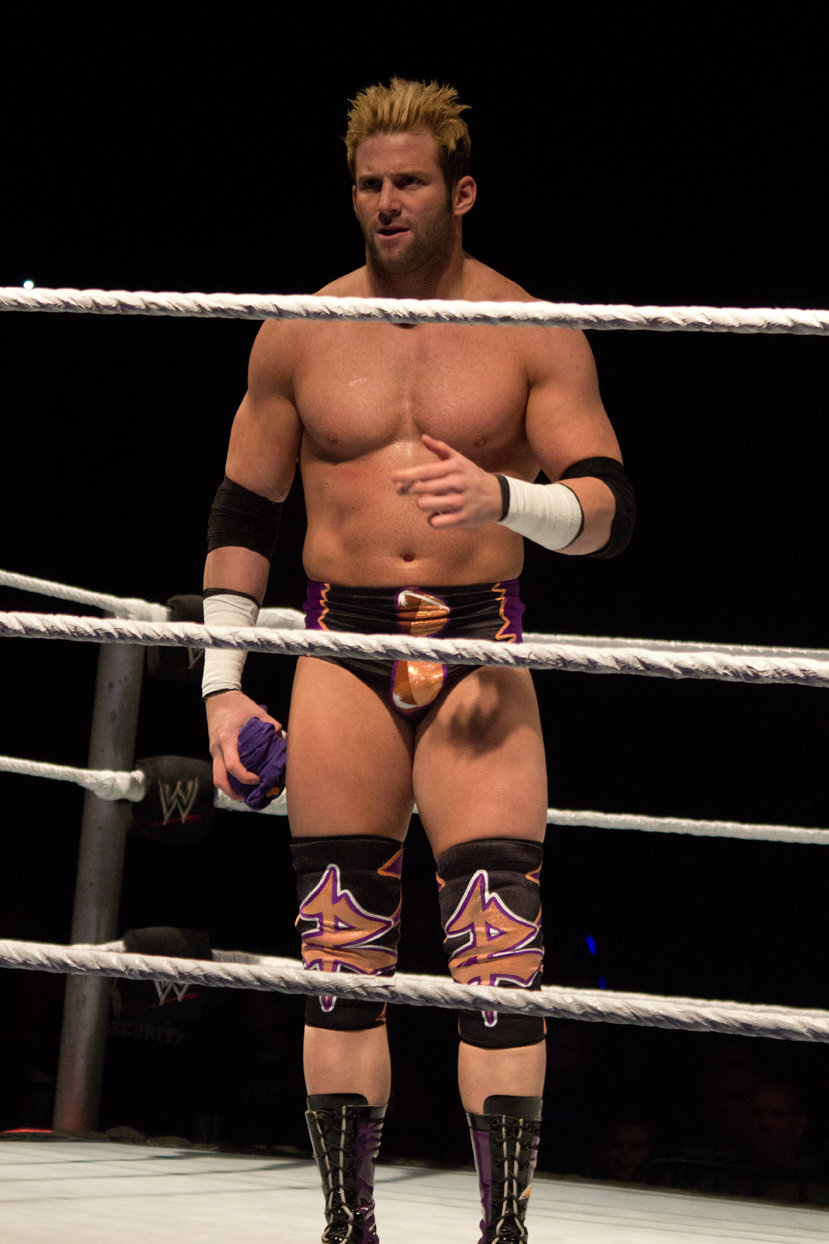
Ryder in 2013

  - "What I Want" van Daughtry (DSW/OVW)
  - "In the Middle of it Now" van Disciple (WWE)
  - "Radio" van Watt White[59] (Mei 2009–2016)
  - "Radio" van Downstait (2016–heden)

## Prestaties
- Deep South Wrestling
  - DSW Tag Team Championship (2 keer met Bryan Majors)
- New York Wrestling Connection
  - NYWC Tag Team Championship (2 keer met Bryan Myers)
- Ohio Valley Wrestling
  - OVW Southern Tag Team Championship (1 keer met Bryan Majors)
- World Wrestling Entertainment/WWE
  - WWE United States Championship (1 keer)
  - WWE Tag Team Championship (1 keer met Curt Hawkins)
  - WWE Intercontinental Championship (1 keer)
  - Slammy Award
    - "Most Annoying Catchphrase" (2010)
    - "#Trending Superstar of the Year" (2011)
    - "Superstar Transformation of the Year" (2011)
    - YouTube Show of the Year (2012) Z! True Long Island Story